# Masud Hayi-Zavareh
Masud Hayi-Zavareh –en persa, مسعود حجی زواره– (nacido el 16 de mayo de 1988) es un deportista iraní que compite en taekwondo.
Ganó dos medallas en el Campeonato Mundial de Taekwondo en los años 2015 y 2017, y dos medallas en el Campeonato Asiático de Taekwondo en los años 2010 y 2012. En los Juegos Asiáticos de 2014 consiguió una medalla de oro.

## Palmarés internacional
| Campeonato Mundial  | Campeonato Mundial           | Campeonato Mundial | Campeonato Mundial |
| Año                 | Lugar                        | Medalla            | Categoría          |
| ------------------- | ---------------------------- | ------------------ | ------------------ |
| 2015                | Cheliábinsk (Rusia)          | Medalla de oro     | –74 kg             |
| 2017                | Muju (Corea del Sur)         | Medalla de bronce  | –74 kg             |
| Juegos Asiáticos    |                              |                    |                    |
| Año                 | Lugar                        | Medalla            | Categoría          |
| 2014                | Incheon (Corea del Sur)      | Medalla de oro     | –74 kg             |
| Campeonato Asiático |                              |                    |                    |
| Año                 | Lugar                        | Medalla            | Categoría          |
| 2010                | Astaná (Kazajistán)          | Medalla de oro     | –80 kg             |
| 2012                | Ciudad Ho Chi Minh (Vietnam) | Medalla de plata   | –80 kg             |